# Odcházení
Odcházení je divadelní hra od Václava Havla z roku 2007 o pěti dějstvích. Nese výrazné autobiografické rysy vztahující se k období po roce 2003, kdy Václav Havel opustil funkci prezidenta České republiky. Hru dokončil v roce 2006 během svého pobytu v USA.

## Pozadí vzniku
Václav Havel začal na hře pracovat v roce 1987, kdy vytvořil první dialogy a bohatý poznámkový aparát. V důsledku sametové revoluce však projekt opustil. Až po skončení výkonu prezidentské funkce, v roce 2003, nalezl zpracované poznámky na Hrádečku v šesti školních sešitech. Zkušenosti z vysoké politiky tak mohl využít k rozvinutí dialogů, včetně průvodních symptomů ztráty moci.
Hra představuje jednu z variací Shakespearova Krále Leara. Poté, co byl přítomen vinohradskému představení manželky Dagmar Havlové, která ztvárnila postavu Ljubov Raněvské, rozhodl se hru vtěsnat do mantinelů Čechovova Višňového sadu. Celé dílo je bohaté na narážky, asociace i citace, ať už přímo z uvedených her předlohy, samotných Havlových projevů, nebo i odkazů na další autory (např. Samuela Becketta).

## Obsah
Hlavní postavou je bývalý kancléř Vilém Rieger, který obývá společně s částí své rodiny (jeho matka - Babička, dcera Zuzana a další) služební vilu. Jeho soukromí částečně narušují novináři z bulvárního deníku Fuj, jimž Rieger poskytuje interview. Riegerovo postavení přebírá nově jmenovaný náměstek Vlastimil Klein, s nímž byl Rieger dříve v konfliktu v neurčené záležitosti korupce. Ten z pozice své funkce prosazuje názor, že bývalý kancléř má vládní vilu opustit; přitom však není zřejmé, kde by mohl najít nové ubytování. Poté, co padne definitivní rozhodnutí o stěhování, probíhají přípravy odjezdu; na scéně se objevuje několik darů od nejvyšších politických reprezentantů různých států. Přicházejí zprávy o budoucím osudu vily - stát ji prodal čerstvě jmenovanému vicepředsedovi Kleinovi a ta má být využita pro komerční účely. Za oběť této změně jako první padá višňový sad přiléhající k vile - na scénu doléhá zvuk motorových pil a kácení stromů. Rieger je částečně zdiskreditován detaily z intimního života, které zveřejnil deník Fuj, jako jediné reálné uplatnění se pro něj jeví místo poradce bývalému tajemníkovi Kleina.
Hra je místy přerušována hlasem z reproduktoru komentujícím hru z pohledu autora; po tuto dobu herci zůstávají nehybní. Text hry obsahuje nepřímé narážky na Višňový sad A. P. Čechova a na Shakespearova Krále Leara; lze pozorovat i určitou dávku
sebeironie.

## Osoby
- Vilém Rieger, bývalý kancléř
- Babička, matka Riegera
- Vlasta, starší dcera Riegera
- Albín, manžel Vlasty
- Zuzana, mladší dcera Riegera
- Irena, Riegerova dlouholetá přítelkyně
- Monika, Irenina přítelkyně
- Hanuš, bývalý Riegerův tajemník
- Viktor, bývalý tajemník Hanuše
- Osvald, pomocník v domácnosti Riegera
- Knobloch, zahradník
- Vlastík Klein, náměstek a posléze vicepředseda
- Bea Weissenmütelhofová, studentka politologie a multikulturní sociopsychologie
- Jack, novinář
- Bob, fotograf
- Strážníci
- Hlas z reproduktoru

## Uvedení

### Česká nastudování
Text hry byl vydán knižně koncem roku 2007. Už 28. února 2008 se konala neoficiální premiéra a zároveň derniéra na půdě ostravského Wichterlova gymnázia. Hru nastudoval amatérský divadelní soubor složený ze studentů a pedagogů gymnázia pod vedením režiséra Jakuba Sosny.
První oficiální provedení v Česku vedl režisér David Radok, v hlavních rolích vystoupili Zuzana Stivínová, Vlasta Chramostová, Jan Tříska a Ivan Řezáč.
Neúspěšná jednání zastupující agentura Aura-Pont nejdříve vedla s vedením Národního divadla. Poté zkrachovala představa realizace v Divadle na Vinohradech poté, co došlo k odmítnutí Jana Třísky a externího režiséra. Nastudování tak proběhlo na scéně Divadla Archa v režii Davida Radoka; premiéra se konala 22. května 2008. Od té doby patří dílo k základu repertoáru divadla. Zatímco režisér na přání autora pojal provedení hry co nejcivilněji, Jan Tříska uplatňoval výraznou gestikulaci hraníčí s karikováním Riegera. V polovině zkoušení došlo k přeobsazení jedné z hlavních rolí, místo Dagmar Havlové se role Ireny ujala Zuzana Stivínová zkoušející do té doby roli Bey Weissenmütelhofové..
20.12.2008 byla hra premiérově uvedena v Divadle Josefa Kajetána Tyla v Plzni pod režijním vedením Jana Buriana
Hra byla taktéž filmově zpracována, pod režijním vedením Jaroslava Brabce.

### Zahraniční nastudování
V zahraničí byla hra poprvé uvedena 20. září 2008 v Londýnském divadle Orange Tree Theatre. Do angličtiny hru přeložil Paul Wilson, který v Praze hrál v sedmdesátých letech jako člen hudební skupiny The Plastic People of the Universe.
Premiéra německého uvedení se konala 25. dubna 2009 v Cáchách za přítomnosti Václava a Dagmar Havlových.
Ruská premiéra s českým hereckým obsazením (zpracování Andreje Kroba z Klicperova divadla) se uskutečnila 27. dubna 2009 v Moskvě v Divadle na Tagance. Představení se účastnili např. bývalý předseda poslanecké sněmovny Milan Uhde nebo někdejší vicepremiér Martin Jahn. Pro ruské diváky byl k dispozici simultánní překlad.
Do slovenštiny hru pro Slovenské národní divadlo přeložil Milan Lasica.
V Korejské republice se počínaje 2. dubna 2010 konala celkem čtyři představení Divadla Archa. Originální české nastudování zhlédli jihokorejští diváci v soulském LG Artcentre v původním obsazení v českém znění s korejskými titulky. Hru do korejštiny přeložil divadelní režisér a absolvent pražské DAMU Sin Ho. Jeho překlad u této příležitosti péčí Velvyslanectví ČR v Soulu vyšel také knižně. (více na www.mzv.cz/seoul).

## Knižní vydání textu hry
- Odcházení, nakladatelství Respekt, Praha 2007, ISBN 978-80-903766-0-1
- v rámci svazku Spisy VIII., Torst, Praha 2007, ISBN 978-80-7215-320-6

## Film
Podle hry Václav Havel natočil celovečerní stejnojmenný film. Hlavní role ztvárnili Josef Abrhám a Dagmar Havlová. Premiéru v kinech měl film 24. března 2011.